# Le Mesnil-Eudes
Le Mesnil-Eudes – miejscowość i gmina we Francji, w regionie Normandia, w departamencie Calvados.
Według danych na rok 1990 gminę zamieszkiwało 288 osób, a gęstość zaludnienia wynosiła 34 osoby/km² (wśród 1815 gmin Dolnej Normandii Le Mesnil-Eudes plasuje się na 606. miejscu pod względem liczby ludności, natomiast pod względem powierzchni na miejscu 614.).